# Le général est mort à l'aube
Pour plus de détails, voir Fiche technique et Distribution.
Le général est mort à l'aube (The General Died at Dawn) est un film américain en noir et blanc réalisé par Lewis Milestone, sorti en 1936.

## Synopsis
O'Hara, un mercenaire altruiste au service de Wu se porte volontaire pour faire passer une importante somme d'argent devant permettre aux opposants au général Yang de se procurer des armes par l'intermédiaire d'un trafiquant alcoolique nommé Brighton. L'américain Peter Perrie vit avec sa fille Judy en Chine. Il se propose de livrer O'Hara à Yang, sa fille devant servir d'appât, puis d'acheter lui-même des armes pour le compte de Yang auprès de Brighton. Peter Perrie est atteint d'un mal incurable en phase terminale et rêve de finir ses jours aux États-Unis. Dans le train Judy séduit O'Hara et réussit sa mission : O'Hara est gardé prisonnier par Chang, au grand désespoir de Judy qui est réellement tombée amoureuse d'O'Hara. Ce dernier s'évade, retrouve Judy à son hôtel, et veut lui faire avouer où est caché l'argent, mais elle refuse, car son père convoite le butin. Peter Perrie intervient et meurt à la suite d'un échange de coups de feu. Le général Wang surgit et fait prisonnier O'Hara, Judy, Wu, et un maître chanteur ; il les emmène sur son bateau. Judy propose alors de se sacrifier contre la promesse que les autres prisonniers seront délivrés ; mais entre-temps, Brighton, qui était retenu à fond de cale, se réveille de son ivresse en provoquant un tel chahut que Yang se déplace, recevant un coup de couteau mortel dans la confusion. Yang mourant veut faire exécuter tout le monde : il commence par le maître chanteur, mais O'Hara le dissuade de continuer lui expliquant que dans ces conditions tout le monde oubliera le grand général Yang. Ce dernier avant de succomber demande alors à sa garde de s’entre-tuer.

## Fiche technique
- Titre : Le général est mort à l'aube
- Titre original : The General Died at Dawn
- Réalisation : Lewis Milestone, assisté d'Hal Walker (non crédité)
- Scénario : Charles G. Booth (en) et Clifford Odets
- Musique : Werner Janssen et (non crédités) Gerard Carbonara, Ernst Toch
- Production : William LeBaron
- Société de production : Paramount Pictures
- Photographie : Victor Milner
- Effets visuels : Gordon Jennings et Art Smith
- Montage : Eda Warren
- Pays de production :  États-Unis
- Format : noir et blanc - 35 mm - 1,37:1 - Mono (Western Electric Noiseless Recording)
- Genre : Film d'aventure, film de guerre
- Durée : 98 minutes
- Dates de sortie : 
  - États-Unis : 2 septembre 1936 (New York)
  - France : 17 décembre 1936
- Affiche : Boris Grinsson (France)

## Distribution
- Gary Cooper : O'Hara
- Madeleine Carroll : Judy Perrie
- Akim Tamiroff : Gen. Yang
- Dudley Digges : Mr. Wu
- Porter Hall : Peter Perrie / Peter Martin
- William Frawley : Brighton
- Philip Ahn : Oxford
- Leonid Kinskey : Stewart
- John O'Hara : Reporter
- J. M. Kerrigan : Leach
- Willie Fung : Barman à la Mansion House
- Paul Harvey (non crédité) : le mari américain
- Hans Furberg

## Autour du film
- Le film a été nommé pour les Oscars pour le Meilleur Acteur dans un second rôle (Akim Tamiroff), meilleure photographie et de la meilleure musique
- Le film montre une originalité surprenante pour l'époque. À un moment donné, la caméra se concentre sur une poignée de porte blanche, qui se dissout en fondu pour devenir une boule de billard. Dans une autre scène, deux personnages ont une conversation dans laquelle ils spéculent sur les sorts des autres personnages du drame. Les réponses à leurs questions apparaissent dans les segments de l'écran dans les quatre coins de l'écran, marquant un usage inhabituel de l'écran partagé.
- Le personnage principal, O'Hara, est basé sur la vie réelle de Morris Abraham "Two-Gun" Cohen (en), aventurier anglo-canadien qui pendant les années 1930 s'est livré au trafic d'armes avec les chefs de guerre chinois.